# Катастрофа DC-9 под Санто-Доминго
Катастрофа DC-9 под Санто-Доминго — крупная авиационная катастрофа пассажирского самолёта McDonnell Douglas DC-9-32 авиакомпании Dominicana de Aviación, произошедшая в воскресенье 15 февраля 1970 года около Санто-Доминго (Доминиканская Республика) и в результате которой погибли 102 человека.
Крупнейшая авиакатастрофа в истории Доминиканской Республики.

## Самолёт
McDonnell Douglas DC-9-32 с заводским номером 47500 и серийным 546 был выпущен 30 сентября 1969 года. Лайнеру присвоили бортовой номер HI-177 и 16 декабря передали заказчику — авиакомпании Dominicana de Aviación (Dominicana) из Доминиканской Республики. Его два турбореактивных двигателя были модели Pratt & Whitney JT8D-7. На момент катастрофы «возраст» самолёта составлял всего 4,5 месяца, а налёт — 354 часа.

## Катастрофа
Авиалайнер выполнял пассажирский рейс DO-603 из Санто-Доминго (Доминиканская Республика) в Сан-Хуан (Пуэрто-Рико), а на его борту находились 97 пассажиров и 5 членов экипажа, то есть всего 102 человека (в некоторых источниках ошибочно указано, что 102 — число пассажиров, а всего на борту было 107 человек). В 18:30 «Дуглас» вылетел из аэропорта Лас-Америкас. Однако через две-три минуты экипаж неожиданно передал диспетчеру, что отказал правый двигатель, в связи с чем они возвращаются. Но посреди разворота отказал и левый двигатель. Потеряв управление, лайнер устремился вниз и врезался в поверхность Карибского моря примерно в трёх километрах от аэропорта вылета. При ударе о воду самолёт разрушился, а все на его борту погибли. По числу жертв это крупнейшая авиакатастрофа в истории Доминиканской Республики.
В катастрофе погибла почти вся женская сборная Пуэрто-Рико по волейболу (10 игроков и 2 тренера), которая проводила в Санто-Доминго серию тренировочных игр с участием сборной Доминиканской Республики. Также в катастрофе погиб со своей семьёй (жена и двое сыновей) боксёр Карлос Тео Крус — первый чемпион мира по боксу в лёгком весе в истории Доминиканской Республики. К тому времени он уже проживал в Пуэрто-Рико, а в Доминиканской Республике навещал родителей. Кроме того, в катастрофе погибли и несколько других спортсменов.

## Расследование
Данная катастрофа была не первой в истории авиакомпании Dominicana de Aviación за последнее время. Так за 8 месяцев до этого 23 июня 1969 года в Майами (США) у Aviation Traders Carvair при взлёте также произошёл отказ двигателя, в результате чего самолёт выкатился за пределы аэродрома и врезался в строения. Погибли 10 человек: все 4 на борту и ещё 6 на земле. На основании этого вскоре после катастрофы у Санто-Доминго Федеральное управление гражданской авиации запретило полёты данной авиакомпании над территорией США. Также 21 февраля были арестованы 4 авиатехника компании. В апреле 1970 года полёты доминиканских самолётов над США вновь были разрешены, но с оговоркой, чтобы экипажи DC-9 нанимались из испанской Iberia.
Так как на борту находилась семья генерала Имберта, который пережил государственные перевороты 1960-х годов, то были слухи о теракте. Однако следственная комиссия в ходе расследования пришла к заключению, что причиной катастрофы стал последовательный отказ обоих двигателей, вызванный загрязнением топлива из-за попадания в него воды.